# Arisaema daochengense
Arisaema daochengense là một loài thực vật có hoa trong họ Ráy (Araceae). Loài này được P.C.Kao mô tả khoa học đầu tiên năm 1989.